# Olszanka (Powiat Brzeski)

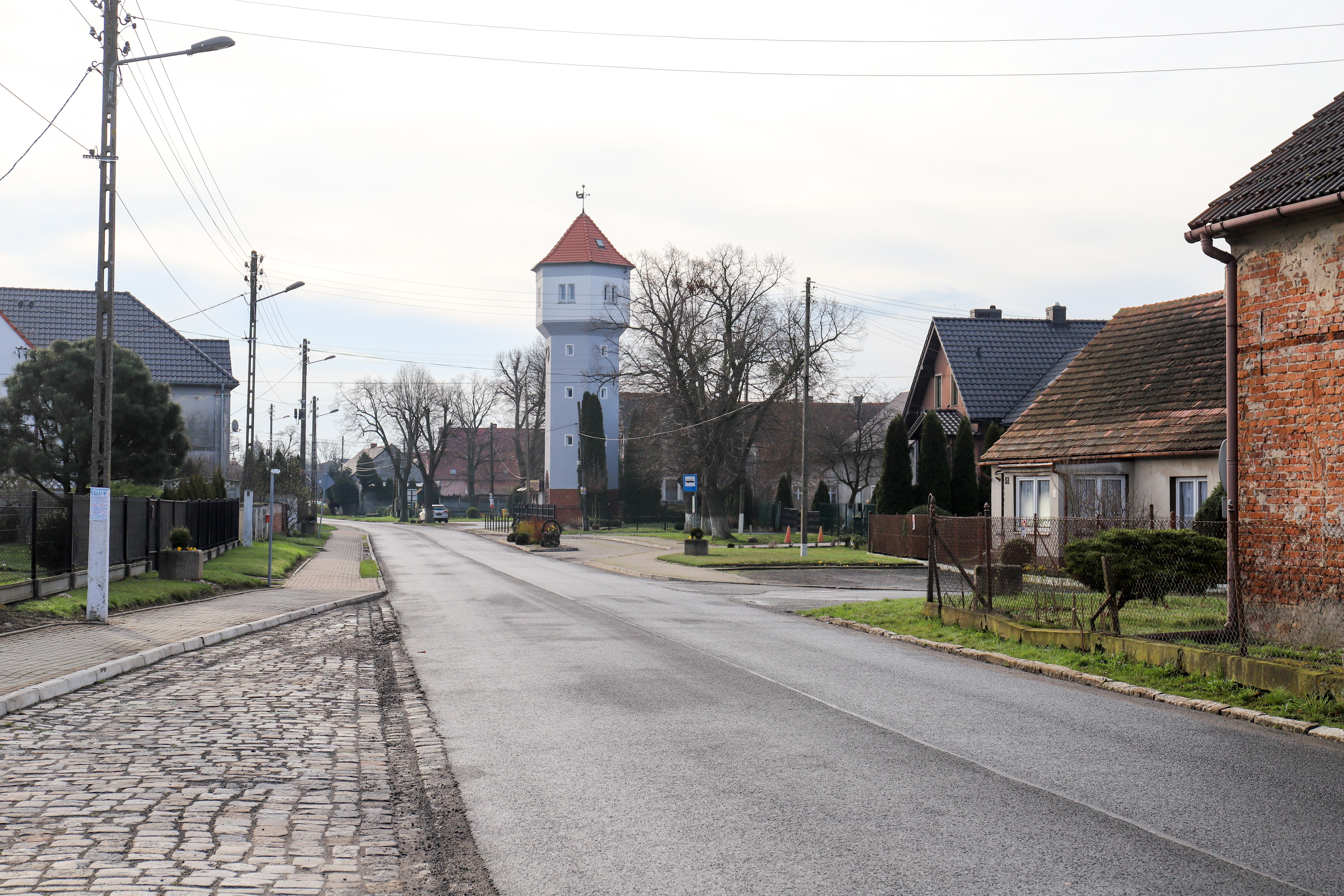
Wasserturm

Olszanka (deutsch Alzenau) ist ein Dorf und Hauptort der gleichnamigen Landgemeinde im Powiat Brzeski der Woiwodschaft Opole in Polen.

## Geographie
Olszanka liegt rund neun Kilometer südlich von  Brzeg und 38 Kilometer nordwestlich von Opole (Oppeln) in der Nizina Śląska (Schlesische Tiefebene). Durch den Ort verläuft die Woiwodschaftsstraße 462. Im Dorf befindet sich ein Haltepunkt Olszanka der Bahnstrecke Nysa–Brzeg.
Nachbarorte von Olszanka sind im Nordwesten Krzyżowice (Kreisewitz), im Nordosten Gierszowice (Giersdorf), im Osten Janów (Johnsdorf), im Süden Czeska Wieś (Böhmischdorf), im Südwesten Jankowice Wielkie (Groß Jenkwitz) und im Westen Obórki (Schönfeld). 

## Geschichte
„Alczenow“ wurde 1333 erstmals urkundlich erwähnt. Eine weitere Erwähnung in der Schreibweise „Alzenow“ ist für das Jahr 1344 belegt. Der Ortsname leitet sich vom Namen des Gründers ab und bedeutet Dorf des Altmann. Dieser Name ist im Laufe der Jahrhunderte durch Lautverschiebungen unkenntlich geworden.
Alzenau gehörte zum Herzogtum Brieg, das seit 1329 ein Lehen der Krone Böhmen. Nach dem Tod des Herzogs Georg Wilhelm I. fiel Alzenau 1675 als erledigtes Lehen durch Heimfall an Böhmen zurück. Nach dem Ersten Schlesischen Krieg 1742 gelangte es mit dem größten Teil Schlesiens an Preußen.
Nach der Neugliederung der Provinz Schlesien gehörte die Landgemeinde Alzenau ab 1818 zum Landkreis Brieg, mit dem es bis 1945 verbunden blieb. 1845 bestanden im Dorf ein Schloss und weitere 76 Häuser, in denen 376 Bewohner lebten, davon 24 katholisch. 1847 erhielt Alzenau einen Anschluss an der Bahnstrecke Brieg – Bösdorf, die ab 1848 bis nach Neisse verlief. 1874 wurde der Amtsbezirk Alzenau gebildet. Erster Amtsvorsteher war der Polizeiverwalter Lorentz aus Alzenau. 1885 lag die Einwohnerzahl bei 402. 1933 und 1939 waren es jeweils 427 Einwohner. Das Straßendorf Alzenau wuchs im Laufe der Zeit mit dem östlich gelegenen Ort Pogarell zusammen, wobei beide selbstständige Gemeinden blieben.
Als Folge des Zweiten Weltkriegs fiel Alzenau 1945 mit dem größten Teil Schlesiens an Polen. Nachfolgend wurde es in Olszanka umbenannt und der Woiwodschaft Schlesien angeschlossen. 1950 wurde es der Woiwodschaft Opole eingegliedert. Seit 1999 gehört Olszanka zum Powiat Brzeski.

## Sehenswürdigkeiten
- Das zweigeschossige Gutshaus auf rechteckigem Grundriss mit Mansarddach wurde im 17. Jahrhundert erbaut.[7] Es steht seit 1965 unter Denkmalschutz.[8]
- Wasserturm – 1925 erbaut
- Empfangsgebäude des Bahnhofs

## Politik

### Städtepartnerschaften
Olszanka unterhält eine Partnerschaft mit der deutschen Stadt Altenkirchen (Westerwald) im Bundesland Rheinland-Pfalz.

## Vereine
- Fußballverein Orzeł Olszanka
- Freiwillige Feuerwehr OPS Olszanka

## Persönlichkeiten
- Danuta Bułkowska (* 1959), Hochspringerin